# Membrana bicamada
Uma membrana bicamada, podendo ser citada como bicamada molecular ou atômica, ou simplesmente bicamada é uma camada dupla de átomos ou moléculas compactadas.
As propriedades das bicamadas são frequentemente estudadas em física da matéria condensada, particularmente no contexto de dispositivos semicondutores, onde dois materiais distintos são unidos para formar  junções (tais como junções P-N, junções Schottky, etc.).
Materiais em camadas, como o grafeno, nitreto de boro ou dicalcogenetos de metais de transição, têm propriedades eletrônicas únicas como sistemas de bicamada e são uma área ativa de pesquisa atual. 
O grafeno de duas camadas consiste em duas camadas de grafeno empilhadas unidas pela interação de van der Waals.
Em biologia, um exemplo comum é a bicamada lipídica, a qual descreve a estrutura de várias estruturas orgânicas, como a membrana de uma célula.